# Emre Aydın
Emre Aydın (Isparta, 2 de febrero de 1981) es uno de los cantantes y compositores más influyentes en la industria musical turca, actualmente viviendo en Bakú.

## Biografía
Nació en Isparta el 2 de febrero de 1981. Se graduó en el Colegio Antalya y entonces estudió economía en la Universidad Dokuz Eylül en İzmir tal y como sus padres deseaban. En una entrevista del 2009, Emre admitió que nunca asistió a un conservatorio; porque no quiso que su experiencia musical se transformase en lecciones escolares (o de escuela) y exámenes.

## Carrera
En 2002, mientras estaba en la Universidad Dokuz Eylül, vio el anuncio de una competición musical “Sing Your Song”. El jurado incluyó al cantante turco Koray Candemir. Con un amigo, Onur Ela, decidieron participar con la canción de Emre, Dönersen ("Si vuelves") y de entre esos 1500 participantes, ganaron la competición.

## Discografía

### Álbumes
En estudio
- Afili Yalnızlık (2006)
- Kâğıt Evler (2010)
- Eylül Geldi Sonra (2013)

### Sencillos
- "Falling Down" (2010)
- "Bu Yağmurlar" (2010)
- "Dipteyim Sondayım Depresyondayım" (2011)
- "Beni Biraz Böyle Hatırla" (2012)
- "Bir Pazar Kahvaltısı" (con Model) (2014)
- "Ölünmüyor" (2016)
- "Sen Beni Unutamazsın" (2016)